# 中华人民共和国著作权法
《中华人民共和国著作权法》是在中国大陆地区实施的著作权法。

## 历史
现行法律在1990年9月7日第七届全国人民代表大会常务委员会第十五次会议通过，根据2001年10月27日第九届全国人民代表大会常务委员会第二十四次会议《关于修改〈中华人民共和国著作权法〉的决定》第一次修正，根據2010年2月26日第十一屆全國人民代表大會常務委員會第十三次會議《關於修改〈中華人民共和國著作權法〉的決定》第二次修正，根據2020年11月11日第十三屆全國人民代表大會常務委員會第二十三次會議《關於修改〈中華人民共和國著作權法〉的決定》第三次修正。

## 对著作权的定义
在《中华人民共和国著作权法》中，著作权和版权是同一个概念。

## 立法宗旨和依据
根据《中华人民共和国著作权法》第一章第一条的规定，该法的立法宗旨是“保护文学、艺术和科学作品作者的著作权，以及与著作权有关的权益，鼓励有益于社会主义精神文明、物质文明建设的作品的创作和传播，促进社会主义文化和科学事业的发展与繁荣。”
立法依据是《中华人民共和国宪法》。

## 适用范围
凡是中國公民、法人或者非法人單位的作品，不論是否發表，都享有著作權；外國人的作品首先在中國境內發表的，也依《中华人民共和国著作权法》享有著作權；外國人在中國境外發表的作品，根據其所屬國與中國簽訂的協議或者共同參加的條約，享有著作權。

软件著作权证书

在中國，受著作權保護的作品，是指文學、藝術和科學領域內具有獨創性並能以某種有形形式復制的智力成果。符合著作權保護條件的作品，通常是能以某種物質復制形式表現的智力創作成果，因此不排除對未被有形載體固定的口述作品的保護，而不像英美法那樣要求作品必須固定在有形載體上。依照《中华人民共和国著作权法》第一章第三条的规定，受到該法保护的作品包括：
1. 文字作品：包括小说、诗词、散文、论文等通过文字形式表现的作品。
2. 口述作品：包括即兴的演说、教师授课、法庭辩论等通过口头语言表现的作品。
3. 音乐、戏剧、曲艺、舞蹈、杂技艺术作品。
4. 美术、建筑作品。
5. 摄影作品。
6. 电影作品和以类似摄制电影的方法创作的作品（视听作品）。
7. 工程设计图、产品设计图、地图、示意图等图形作品和模型作品。
8. 计算机软件。
9. 法律、行政法规规定的其他作品。

《中华人民共和国著作权法》第五條規定，該法不适用于：
1. 法律、法规，国家机关的决议、决定、命令和其他具有立法、行政、司法性质的文件，及其官方正式译文。
2. 时事新闻（单纯事实消息）。
3. 历法、通用数表、通用表格和公式。

《中华人民共和国著作权法实施条例》第五条规定，《中华人民共和国著作权法》和本条例中的时事新闻，是指通过报纸、期刊、广播电台、电视台等媒体报道的单纯事实消息。
- 文字作品（小说）著作权证书
- 软件著作权证书

## 著作权的内容
《中华人民共和国著作权法》将著作权分为著作人身权和著作财产权，其第十条规定了以下这些权利：
- 著作人身权：
  - 发表权
  - 署名权
  - 修改权
  - 保护作品完整权
- 著作财产权
  - 复制权
  - 发行权
  - 出租权
  - 展览权
  - 表演权
  - 放映权
  - 广播权
  - 信息网络传播权
  - 摄制权
  - 改编权
  - 翻译权
  - 汇编权
  - 其他权利

## 著作权的保护期
著作权法规定了作者的署名权、修改权、保护作品完整权的保护期不受限制。发表权和财产权则根据不同作品有不同的保护期。视听作品及2021年6月1日前进入公有领域的摄影作品，其保护期是作品发表后50年截止，而其他作品则是作者死亡后50年截止。2021年6月1日前未进入公有领域的摄影作品版权，其保护期是作者死亡后50年截止。

## 著作权的管理

### 行政管理
著作权法规定了全国的著作权管理机构是中华人民共和国国务院著作权行政管理部门，也就是中华人民共和国国家版权局。而各省、市、自治区人民政府的著作权行政管理部门（版权局）主管各自行政区域的著作权管理工作。

### 集体管理
著作权法规定著作权人可以授权委托著作权集体管理组织来行使自己的著作权，并且规定了著作权集体管理组织属于非营利机构。
目前的著作权集体管理组织有：
- 中国音乐著作权协会
- 中国音像著作权集体管理协会
- 中国文字著作权协会
- 中国摄影著作权协会